# Monkton (Vermont)
Monkton város az USA Vermont államában, Addison megyében. Lakosainak száma 2079 fő (2020. április 1.).

## Népesség
A település népességének változása:

| 2010 | 1 980 |
| 2020 | 2 079 |